# آشوت ملکونیان
آشوت آناتولی ملکونیان (ارمنی: Աշոտ Անատոլիի Մելքոնյան; انگلیسی: Ashot Melkonian؛ زاده ۱ مارس ۱۹۳۰ – درگذشته ۹ دسامبر ۲۰۰۹) یک نقاش اهل ارمنستان بود.

## زندگی‌نامه
در ۱ مارس ۱۹۳۰ در روستوف-نا-دونو به دنیا آمد . وی همچنین برنده نقاش افتخاری جمهوری ارمنستان، نشان برجسته افتخار و مدال شجاعت کار شده است. عضو اتحادیه نقاشان ارمنستان بود. وی در ۹ دسامبر ۲۰۰۹ در سن ۷۹ سالگی در فرزنو، کالیفرنیا درگذشت.